# Billy Connolly
William „Billy” Connolly (Glasgow, 1942.  november 24. –) skót színész.

## Pályafutása

### A kezdetek és az 1990-es évek
Pályafutását komikusként kezdte, a Parkinson című talkshowban szerzett magának népszerűséget. Azonban a zene sem áll messze tőle, bendzsón játszik a Humblebums skót népzenei együttesben. Filmben először 1978-ban kapott lehetőséget, a  Richard Burton főszereplésével készült  Bűnbocsánat című brit thrillerben.
1985-ben Michael Caine mellett szerepelt A víz mindent visz című vígjátékban. 1989-ben kisebb szerepet kapott a  Michael York,  Richard Chamberlain,  Oliver Reed és Frank Finlay nevével fémjelzett, A testőrök visszatérnek című kalandfilmben. 1990-ben  Liam Neeson partnereként játszott A nagy ember című filmdrámában. 1993-ban látható volt a Tisztességtelen ajánlatban Robert Redford,  Woody Harrelson és  Demi Moore színésztársaként. 1997-ben Judi Dench partnere volt a  Botrány a birodalomban című romantikus történelmi drámában. 1999-ben fontos szerepet kapott a  Testvérbosszúban is.

### 2000 után
2000-ben a Dupla vagy minden című keserédes komédia címszereplője volt, Sharon Stone oldalán. A Columbo Gyilkosság hangjegyekkel című epizódjában a gyilkos karmestert alakította. A Barry Levinson rendezte Örök darab című 2000-es filmvígjátékban mellékszerepet osztottak rá. 2002-ben felbukkant Michelle Pfeiffer és  Renée Zellweger mellett a Fehér leander  című filmdrámában, ezúttal is a negatív arcát mutatva meg. 2003-ban Tom Cruise katona bajtársát alakította Az utolsó szamuráj című filmeposzban, majd egy évvel később jelentős szerepet vállalt A balszerencse áradása (Lemony Snicket) című sötét tónusú fantáziafilmben.
2006-ban a nem túl sikeres Garfield 2.-ben bukkant fel. 2008-ban a David Duchovny és  Gillian Anderson főszereplésével készült X-akták: Hinni akarok című sci-fi thrillerben játszott.

## Filmjei
| Év   | Magyar cím                             | Eredeti cím                                     | Szerep                            | Magyar hang        | Rendező             |
| ---- | -------------------------------------- | ----------------------------------------------- | --------------------------------- | ------------------ | ------------------- |
| 1978 | Bűnbocsánat                            | Absolution                                      | Blakey                            | Boros Zoltán       | Anthony Page        |
| 1978 | Bűnbocsánat                            | Absolution                                      | Blakey                            | Damu Roland        | Anthony Page        |
| 1983 | Lószőr kapitány                        | Bullshot                                        | Hawkeye McGillicuddy              |                    | Dick Clement        |
| 1985 | A víz mindent visz                     | Water                                           | Delgado                           | Galbenisz Tomasz   | Dick Clement (2)    |
| 1989 | A testőrök visszatérnek                | The Return of the Musketeers                    | Caddie                            |                    | Richard Lester      |
| 1990 | A nagy ember                           | The Big Man                                     | Frankie                           |                    | David Leland        |
| 1993 | Tisztességtelen ajánlat                | Indecent Proposal                               | Árverésvezető                     | Hollósi Frigyes    | Adrian Lyne         |
| 1995 | Pocahontas                             | Pocahontas                                      | Ben (hangja)                      | Mihályi Győző      | Mike Gabriel        |
| 1995 | Pocahontas                             | Pocahontas                                      | Ben (hangja)                      | Mihályi Győző      | Eric Goldberg       |
| 1996 | Muppet Kincses Sziget                  | Muppet Treasure Island                          | Billy Bones                       |                    | Brian Henson        |
| 1997 | Beverly Hills-i nindzsa                | Beverly Hills Ninja                             | Japán antikvárius                 |                    | Dennis Dugan        |
| 1997 | Botrány a birodalomban                 | Mrs Brown                                       | John Brown                        | Reviczky Gábor     | John Madden         |
| 1997 | Botrány a birodalomban                 | Mrs Brown                                       | John Brown                        | Sörös Sándor       | John Madden         |
| 1997 | Tappancsok                             | Paws                                            | a számítógép (hangja)             | Pusztaszeri Kornél | Karl Zwicky         |
| 1998 | Hajó, ha nem jó                        | The Impostors                                   | Mr. Sparks                        | Versényi László    | Stanley Tucci       |
| 1998 | Latin vér                              | Middleton's Changeling                          | Alibius                           |                    | Marcus Thompson     |
| 1998 | Újra a régi                            | Still Crazy                                     | Hughie Case                       | Koroknay Géza      | Brian Gibson        |
| 1999 |                                        | The Debt Collector                              | Nicky Dryden                      |                    | Anthony Neilson     |
| 1999 | Testvérbosszú                          | The Boondock Saints                             | Noah MacManus / Dózse             | Gruber Hugó        | Troy Duffy          |
| 2000 | Dupla vagy minden                      | Beautiful Joe                                   | Joe                               | Sörös Sándor       | Stephen Metcalfe    |
| 2000 | Örök darab                             | An Everlasting Piece                            | Scalper                           |                    | Barry Levinson      |
| 2001 |                                        | Gabriel & Me                                    | Gabriel                           |                    | Udayan Prasad       |
| 2001 | Baklövészet                            | Who Is Cletis Tout?                             | Dr. Mike Savian                   | Várkonyi András    | Chris Ver Wiel      |
| 2001 | Az ember, aki beperelte Istent         | The Man Who Sued God                            | Steve Myers                       |                    | Mark Joffe          |
| 2002 | Fehér leander                          | White Oleander                                  | Barry Kolker                      |                    | Peter Kosminsky     |
| 2003 | Idővonal                               | Timeline                                        | Johnston professzor               | Versényi László    | Richard Donner      |
| 2003 | Az utolsó szamuráj                     | The Last Samurai                                | Zebulon Gant                      | Szersén Gyula      | Edward Zwick        |
| 2004 | Lemony Snicket: A balszerencse áradása | Lemony Snicket's A Series of Unfortunate Events | Dr. Montgomery "Monty" Montgomery | Fülöp Zsigmond     | Brad Silberling     |
| 2004 | Lemony Snicket: A balszerencse áradása | Lemony Snicket's A Series of Unfortunate Events | Dr. Montgomery "Monty" Montgomery | Haás Vander Péter  | Brad Silberling     |
| 2006 | Garfield 2.                            | Garfield: A Tail of Two Kitties                 | Lord Dargis                       | Balázs Péter       | Tim Hill            |
| 2006 | Fido – Hasznos a zombi a háznál        | Fido                                            | Fido                              |                    | Andrew Currie       |
| 2006 | Nagyon vadon                           | Open Season                                     | McMóki (hangja)                   | Reviczky Gábor     | Jill Culton         |
| 2006 | Nagyon vadon                           | Open Season                                     | McMóki (hangja)                   | Reviczky Gábor     | Roger Allers        |
| 2008 | X-akták: Hinni akarok                  | The X-Files: I Want to Believe                  | Joseph Crissman atya              | Tahi Tóth László   | Chris Carter        |
| 2008 | Nagyon vadon 2.                        | Open Season 2                                   | McMóki (hangja)                   | Reviczky Gábor     | Matthew O'Callaghan |
| 2008 | Nagyon vadon 2.                        | Open Season 2                                   | McMóki (hangja)                   | Reviczky Gábor     | Todd Wilderman      |
| 2009 | Testvérbosszú 2. - Mindenszentek       | The Boondock Saints II: All Saints Day          | Noah MacManus / Dózse             | Vass Gábor         | Troy Duffy (2)      |
| 2010 | Gulliver utazásai                      | Gulliver's Travels                              | Theodore király                   | Tahi Tóth László   | Rob Letterman       |
| 2011 | Nessie balladája                       | The Ballad of Nessie                            | narrátor                          |                    | Stevie Wermers      |
| 2011 | Nessie balladája                       | The Ballad of Nessie                            | narrátor                          | Kevin Deters       |                     |
| 2012 | Merida, a bátor                        | Brave                                           | Fergus (hangja)                   | Papp János         | Mark Andrews        |
| 2012 | Merida, a bátor                        | Brave                                           | Fergus (hangja)                   | Papp János         | Brenda Chapman      |
| 2012 | Kvartett – A nagy négyes               | Quartet                                         | Wilf Bond                         | Szacsvay László    | Dustin Hoffman      |
| 2014 | Viking vakáció                         | What We Did on Our Holiday                      | Gordie McLeod                     | Reviczky Gábor     | Andy Hamilton       |
| 2014 | Viking vakáció                         | What We Did on Our Holiday                      | Gordie McLeod                     | Reviczky Gábor     | Guy Jenkin          |
| 2014 | A hobbit: Az öt sereg csatája          | The Hobbit: The Battle of the Five Armies       | Dáin                              | Gesztesi Károly    | Peter Jackson       |
| 2016 |                                        | Wild Oats                                       | Lacey Chandler                    |                    | Andy Tennant        |

## Fordítás
Ez a szócikk részben vagy egészben  a   Billy Connolly című angol Wikipédia-szócikk fordításán alapul.  Az eredeti cikk szerkesztőit annak laptörténete sorolja fel. Ez a jelzés csupán a megfogalmazás eredetét és a szerzői jogokat jelzi, nem szolgál a cikkben szereplő információk forrásmegjelöléseként.